# Amegilla omissa
Amegilla omissa es una especie de abeja excavadora perteneciente al género Amegilla, categorizada en la tribu Anthophorini, de la subfamilia Apinae. Fue descrita científicamente por el austriaco Hermann Priesner en 1957.
Suele ser una especie activa durante el mes de abril. Solo se han reportado ejemplares hembras activas.

## Distribución
La especie se distribuye por África, en Egipto, en la ciudad portuaria de Marsa Matruh.